# IC 1190
IC 1190 — галактика типу SBb (компактна витягнута галактика) у сузір'ї Геркулес.
Цей об'єкт міститься в оригінальній редакції індексного каталогу.